# Лычная (Бабушкинский район)
Лычная — упразднённая деревня в Бабушкинском районе Вологодской области России.

## География
Урочище находится в юго-восточной части области, в подзоне южной тайги, на расстоянии примерно 38 километров (по прямой) к северо-востоку от села имени Бабушкина, административного центра района. Абсолютная высота — 193 метра над уровнем моря.

### Климат
Климат характеризуется как умеренно континентальный, с продолжительной холодной зимой и умеренно тёплым летом. Среднегодовая температура воздуха — +1,8 °C. Средняя температура воздуха самого холодного месяца (января) — −13,1 °C (абсолютный минимум — −46 °C), средняя температура самого тёплого (июля) — +17 °С (абсолютный максимум — +37 °С). Вегетационный период длится 115 дней. Среднегодовое количество атмосферных осадков составляет 659 мм, из которых около 460 мм выпадает в период с апреля по октябрь. В течение года господствуют ветры юго-западного направления.

## История
В «Списке населенных мест Вологодской губернии по сведениям 1859 года» населённый пункт упомянут как казённая деревня Тотемского уезда, расположенная 81 версте от уездного города. В деревне имелось 18 дворов и проживало 79 человек (31 мужчина и 48 женщин). В 1881 году входила в состав Харинской волости.
По данным 1926 года в деревне имелось 45 хозяйств и проживало 224 человека (107 мужчин и 117 женщин).
В 1940 году деревня Лычная входила в состав Тимановского сельсовета Леденгского района. Упразднена не позднее 1973 года.